# Brett Pitman
Brett Douglas Pitman (ur. 31 stycznia 1988 w Saint Helier) – piłkarz występujący na pozycji napastnika w Ipswich Town.

## Statystyki kariery
| Sezon   | Klub         | Kraj   | Rozgrywki    | Mecze | Bramki |
| ------- | ------------ | ------ | ------------ | ----- | ------ |
| 2005/06 | Bournemouth  | Anglia | League One   | 19    | 1      |
| 2006/07 | Bournemouth  | Anglia | League One   | 28    | 5      |
| 2007/08 | Bournemouth  | Anglia | League One   | 39    | 7      |
| 2008/09 | Bournemouth  | Anglia | League Two   | 39    | 17     |
| 2009/10 | Bournemouth  | Anglia | League Two   | 46    | 26     |
| 2010/11 | Bournemouth  | Anglia | League One   | 2     | 3      |
| 2010/11 | Bristol City | Anglia | Championship | 39    | 13     |
| 2011/12 | Bristol City | Anglia | Championship | 30    | 7      |
| 2012/13 | Bristol City | Anglia | Championship | 3     | 0      |
| 2012/13 | Bournemouth  | Anglia | League One   | 6     | 3      |
| 2012/13 | Bournemouth  | Anglia | League One   | 20    | 16     |
| 2013/14 | Bournemouth  | Anglia | Championship | 34    | 5      |
| 2014/15 | Bournemouth  | Anglia | Championship | 34    | 13     |
| 2015/16 | Ipswich Town | Anglia | Championship | 42    | 10     |
| 2016/17 | Ipswich Town | Anglia | Championship | 2     | 0      |